# Mária Hradská
Mária Hradská (15. srpna 1921 – ???) byla slovenská a československá politička a poúnorová bezpartijní poslankyně Národního shromáždění ČSR.

## Biografie
Po volbách roku 1954 byla zvolena do Národního shromáždění ve volebním obvodu Košice-venkov II jako bezpartijní kandidátka. Poslanecký slib složila až s jistým zpožděním v květnu 1955. V parlamentu setrvala až do konce funkčního období, tedy do voleb roku 1960. K roku 1954 se profesně uvádí jako učitelka osmileté střední školy v obci Čaňa.